# Christian August von Haxthausen
Christian August von Haxthausen (* März 1653; † 2. Juni 1696) war Hofmeister von August dem Starken.

## Leben
Haxthausen stammt aus dem Adelsgeschlecht Haxthausen und wurde im März 1653 als Sohn des Rittmeisters Arnold Ludwig von Haxthausen geboren. Er wuchs in Hannover auf und war neben Anne Eleonore von Bülow der engste Kindheitsfreund der Liselotte von der Pfalz, welche dort im Leineschloss von ihrer Tante Sophie aufgezogen wurde; sie korrespondierte später lebenslang mit ihm.
Dann wurde er Hofjunker in Celle, wo sich die 12-jährige Herzogstochter Sophie Dorothea so heftig in ihn verliebte, dass ihr Vater sie zwingen musste, in seinem Schlafzimmer zu schlafen. Danach ging er als Oberschenk in den Dienst von Christian Albrecht von Holstein-Gottorf.
Am 29. April 1680 wurde er Hofmeister des sächsischen Prinzen August, der zunächst mit seinem Bruder zusammen unterrichtet worden war. Haxthausen unterrichtete August in Reiten, Fechten und Schießen und begleitete ihn auf einer Kavalierstour, die über Paris nach Madrid und Lissabon führte. Anschließend besuchte er mit August noch Italien. Wegen des Pfälzischen Erbfolgekriegs musste die Reise abgebrochen werden und sie kehrten über Wien und Prag nach Dresden zurück.
Haxthausen blieb in sächsischen Diensten und wurde 1688 Geheimer Kriegsrat und, nachdem August Kurfürst geworden war, am 1. Juli 1694 dessen Oberkämmerer.
Haxthausen war Gutsherr auf Putzkau, Muntzel, Lieth und Feuerschützenburstel.